# フッリーン
マッセヘト・フッリーン（חֻלִּין, חולין, chullīn）はミシュナーの第5番セーデル・コダーシームの3巻目であり、バビロニア・タルムードに入っており、トーセフター、ゲマーラーを具える。
フッリーンとは供えるためではなく通常のという意味で「不浄」を意味し、現在では行われないがささげ物のためではなく人間の口にする食材、特に肉類について扱っている。屠殺法（シェヒーター、生き物の命を頂く儀式）について扱うため、「シェヒータト・フッリーン （"Sheḥiṭat Ḥullin"）」とも呼ばれる。
142枚（284ページ）。

## 構成
次の12章（pereq）からなる。
1. הכל שוחטין
2. השוחט
3. אלו טרפות
4. בהמה המקשה
5. אותו ואת בנו
6. כסוי הדם
7. גיד הנשה
8. כל הבשר
9. העור והרוטב
10. הזרוע והלחיים
11. ראשית הגז
12. שילוח הקן